# Penguin (album)
Penguin è il settimo album del gruppo rock dei Fleetwood Mac, pubblicato nel 1973.

## Tracce
1. Remember Me (C McVie) – 2:41
2. Bright Fire (Welch) – 4:31
3. Dissatisfied (C McVie) – 3:41
4. (I'm A) Road Runner (Holland/Dozier/Holland) – 4:52
5. The Derelict (Walker) – 2:43
6. Revelation (Welch) – 4:55
7. Did You Ever Love Me (C McVie/Welch) – 3:39
8. Night Watch (Welch) – 6:09
9. Caught in the Rain (Weston) – 2:35

## Formazione
- Bob Welch - voce, chitarra
- Bob Weston - chitarra
- Dave Walker - voce, harmonica
- Christine McVie – tastiera, voce
- John McVie - basso
- Mick Fleetwood - batteria

## Altri musicisti
- Steve Nye - organo, batteria
- Ralph Richardson
- Russel Valdez
- Fred Totesaut
- Peter Green - chitarra in Night Watch